# Химимпорт
„Химимпорт“ АД е българска производствена, търговска, банкова, застрахователна и транспортна холдингова компания. Известно е, че е под контрола от варненската групировка ТИМ, която чрез нея контролира множество бизнес сектори чрез свързани компании.

## История и развитие
„Химимпорт“ АД е създадено през 1947 г. като външнотърговско дружество, специализирано в търговията с химически продукти. Днес е холдингова компания, обединяваща над 68 успешни компании, заемащи водещи позиции в различните икономически сектори, в които осъществяват своята дейност: банкова, застрахователна и пенсионноосигурителна дейност; авиационен, речен и морски транспорт; производство, добив и търговия с нефтопродукти и природен газ; производство, преработка и търговия със зърнени храни, растителни масла и биогорива.
- 1947 г. – Внос на основни химикали, изкуствени торове, препарати за растителна защита;
- 1949 г. – Започва внос на медикаменти, медицински специалитети и инструменти;
- 1950 г. – Начало на износна дейност – билки, етерични масла и култивирани растителни суровини;
- 1959 г. – ДТП „Химимпорт“ се слива с ДТПП „Българска роза“. Започва износ на розово масло;
- 1963 г. – Осъществена е първата реекспортна сделка – продажба на калцинирана сода от Белгия за Япония;
- 1969 г. – В номенклатурата на „Химимпорт“ са утвърдени 70 позиции по износа и 41 стокови групи по вноса;
- 1977 г. – От ДТП „Химимпорт“, ВТП „Нефтохим“ и ВТД „Лесоимпекс“ се създава ВТО „Химимпорт“, което осъществява внос, износ и реекспорт на химикали, химически суровини, природен газ, нефт, нефтохимически продукти, целулоза и хартия;
- 1981 г. – В продуктовата листа по износа фигурират повече от 125 различни позиции;
- 1985 г. – Достигнат е най-големият стокообмен в историята на предприятието – 8,5 млрд. долара;
- 1989 г. – На 21 юли е подписан учредителен договор, а на 19 октомври се провежда общо събрание на акционерите на АФ „Химимпорт“;

- 1990 г. – На основание указ №56 с Решение №1 от 24 януари 1990 г. по ф.д. № 2655/1989 г. се регистрира акционерна фирма „Химимпорт“ с уставен капитал в размер на 10 млн. лв.;
- 1992 г. – На 22 септември общото събрание на акционерите увеличава капитала на „Химимпорт“ на 51,12 млн. лв. чрез непарична вноска на българската държава;
- 1993 г. – Българската държава прехвърля акционерното участие на над 40 търговски и производствени предприятия на новосъздаденото дружество „Консолид комерс“. Капиталът на дружеството е увеличен на 51,67 млн. лв.;
- 1994 г. – На 5 октомври Агенцията за приватизация подписва договор с мениджърския екип на дружеството, обединен в „Химимпорт Инвест“ АД, за продажба на 58,7% от капитала на „Химимпорт“;
- 1995 г. – След приключване на продажбата на преференциалните акции акционерният капитал на дружеството се разпределя, както следва: „Химимпорт Инвест“ АД – 63,01%; физически лица – 15,70%; „Консолид комерс“ ЕООД – 20,05%; други юридически лица – 1,26%;
- 1997 г. – „Химимпорт“ АД се пререгистрира по чл. 277 от Търговския закон като холдингово дружество;
- 2000 г. – Завършва първият етап от преструктурирането на „Химимпорт“ АД – регистриране на

дъщерни дружества на основата на тогавашните търговски дирекции;
- 2001 г. – На Българска фондова борса „Химимпорт“ АД придобива 23% от капитала на „Централна кооперативна банка“ АД и създава консорциум за управление на банката с друг основен акционер – „Централен кооперативен съюз“;
- 2002 г. – „Химимпорт“ АД придобива чрез търг още 32,77% от „Централна кооперативна банка“ АД, представляващи дела на държавната „Банкова консолидационна компания“ АД в кредитната институция; Чрез Агенция за приватизация „Химимпорт“ АД придобива 91,92% от капитала на ЗАД „Армеец“; придобиване на „ЦКБ-Сила“
- 2003 г. – Основава се „Балкан Хемус Груп“ ЕАД (понастоящем „Бългериън Еъруейз Груп“ ЕАД[3]) с цел обединяване на бъдещите участия на групата в авиационния отрасъл; Успешно участие в приватизациите на „Хемус Ер“ АД и „Проучване и добив на нефт и газ“ АД;
- 2004 г. – „Химимпорт“ АД обединява участията си в банковото дело, застраховането и пенсионното осигуряване чрез създаването на финансовия подхолдинг „ЦКБ Груп Асетс Мениджмънт“ ЕАД (понастоящем „ЦКБ Груп“ ЕАД);
- 2005 г. – Създават се подхолдингови структури – „Българска корабна компания“ ЕАД – за речен и морски транспорт и „Химимпорт Груп“ ЕАД – за търговска и производствена дейност; Основният капитал на „Химимпорт“ АД нараства до 60 млн. лв.;
- 2006 г. – Основният капитал на „Химимпорт“ АД е увеличен с 58,92 млн. лв., достигайки 118,92 млн. лв.; „Химимпорт“ АД придобива 99,13% от капитала на „Параходство българско речно плаване“ АД
- 2007 г. – 51,81% „Корабно машиностроене“ АД, включен в борсовия индекс SOFIX, придобива 99,99% от капитала на „България Ер“
- 2008 г. – продобива 100% от капитала на „БМ Стар“ ЕООД; „България Ер“ АД постига договорености с националния авиопревозвач на Република Татарстан за отдаване на оперативен лизинг на собствени за компанията самолети, с които да бъдат обслужвани татарстанските авиолинии;
- 2009 г. – „Зърнени храни България“ придобива 100% от капитала на „Голяма добруджанска мелница“ ЕООД – третата по големина мелница в България;

Мажоритарният собственик на „Химимпорт“ АД – „Химимпорт Инвест“ АД придобива посредством отправяне на търгови предложения мажоритарни участия в капитала на „Асенова крепост“ АД и „Холдинг Асенова крепост“ АД; Успешно приключва процедурата по увеличение на капитала на „Химимпорт“ АД от 150 млн. лв. на 239,65 млн. лв.
- 2010 г. – „Централна кооперативна банка“[4], след отправено търгово предложение към останалите акционери, придобива 93,72% от капитала на македонската „Статер банка“ АД, гр. Куманово; Дъщерното дружеството „Проучване и добив на нефт и газ“ АД придобива 100% от собствения капитал на „Химойл БГ“ ЕООД, с което се стартира изграждане и разработване на верига бензиностанции под марката „Химойл“;
- 2011 г. – Дружества от групата придобиват асоциирано участие в телевизията с бизнес профил „България Он Ер“ (TV Bulgaria On Air); Групата участва в увеличение на капитала на ЦКБ АД с 44,73 млн. лв.
- 2012 г. – групата прехвърля част от дялово си участие в размер на 10% от капитала на „Ви Ти Си“ АД, като по този начин намали своето участие в капитала на дружеството до 41,00%; официална церемония за откриване и освещаване на напълнообновената писта на летище Варна.
- 2013 г. – „Бългериан Еъруейз Груп“ придобива 42,50% от капитала на „Алфа Еърпорт Сървисиз“ – съвместно дружество за летищен кетъринг с „Алфа Флайт Груп“, Великобритания и „Луфтханза Сървиз“ „Европа/Африка“, Германия; На 15 август 2013 г. е официално открит новият пътнически терминал на летище Варна.
- 2014 г.– „Химимпорт“ придобива контрол над застрахователната компания „Итил Армеец“, със седалище в Казан, Република Татарстан, чрез покупка на акции от страна на ЗАД „Армеец“ – собственик на 100% (преизчислени на 96,34%) от акциите и правата на глас на застрахователна компания „Итил Армеец“;[5]

## Надзорен съвет
- „Химимпорт Инвест“ АД – Председател на Надзорния съвет
- „ЦКБ Груп“ ЕАД – Член на Надзорния съвет
- Марияна Баждарова – Независим член на Надзорния съвет

## Управителен съвет
- Цветан Ботев – Председател на Управителния съвет
- Александър Керезов – Зам. председател на Управителния съвет
- Иво Каменов – Изпълнителен директор и член на Управителния съвет (основател на групировка ТИМ)
- Марин Митев – Изпълнителен директор и член на Управителния съвет (основател на групировка ТИМ)
- Никола Мишев – Член на Управителния съвет
- Миролюб Иванов – Член на Управителния съвет

## Сведения за връзки с организираната престъпност в България
Според секретния доклад от 7 юли 2005 г. на посланика на САЩ в България, Джеймс Пардю, който е разкрит след изтеклите документи на Уикилийкс, „Химимпорт“ АД е собственост на варненската групировка, обвинена в организирана престъпност, ТИМ.

## Проект „Алея Първа“ за застрояване на крайбрежната алея на Варна
Проект „Алея Първа“ предвижда изграждането на яхтено пристанище, спортни и развлекателни съоръжения, медицински комплекс, три аквапарка, заведения за хранене, рибарско селище с борса и дори офиси на Морската администрация на площта, която е изключителна държавна собственост, намираща се между ската на Морската градина на Варна и плажа до морето.
Теренът е продаден от държавата към „Холдинг Варна“ (който е част от „Химимпорт“ АД) чрез бившия областен управител Христо Контров за около 50 евро за кв. м.
Проектът е обект на протести от граждани и екоорганизации. Съществува съдебно дело и подаден сигнал до прокуратурата, на които към момента не е реагирано. Твърдението на протестиращите граждани и организации във Варна е, че продадените парцели са публична държавна собственост и не подлежат на такъв тип сделки, които могат да застрашат екологията и облика на Морската градина във Варна.